# Thaumastosaurus
Thaumastosaurus — викопний рід жаб, що існував на території сучасної Європи у кінці еоцену (37-34 млн років тому). Скам'янілі рештки знайдені у Франції, Великій Британії та Швейцарії.

## Види
У роді описано три види:
- Thaumastosaurus bottii De Stefano 1903 (формація Фосфорити Керсі, Франція та Швейцарія)
- Thaumastosaurus gezei Rage and Rocek 2007 (формація Фосфорити Керсі, Франція)
- Thaumastosaurus wardi Holman and Harrison 2002 (формація Гідон Гілл, Велика Британія)